# Guvcview
Guvcview (GTK+ UVC Viewer) 是一個網路攝影機應用程式，即是 Linux 桌面環境專用處理 UVC 流的軟體，由 Paulo Assis 於 2008 年啟動。 此應用程式是用 C 所開發的 而且是在 GPL-2.0 或更高版本下發布的免費和開放原始程式碼軟體。
Guvcview 相容於所有 V4L2 網路攝影設備，使用 Linux UVC 驅動程式並基於 luvcview 進行影像渲染。 聲音支援使用 PortAudio 開放原始程式碼工具庫。 該應用程式的圖形界面使用 GTK+ 構建。
與其他網路攝影機應用程式（例如 GNOME 標準網路攝影機應用程式的 Cheese）相比，該應用程式使用的資源更少，也是其他網路攝影機應用程式（包括 Apple Photo Booth 和 KDE Kamoso）的替代品。

## 功能特色
Guvcview在正常使用的情況下是使用的是雙視窗界面。 一個視窗顯示要記錄的攝影機圖形，另一個視窗顯示設定和控制以及選單。
透過 Linux UVC 驅動程式，Guvcview 提供了擴充套件，包括在 UVC 規範中的特定於供應商的套件，這些套件被動態載入到驅動程式中。目前，只有網路攝影機製造商羅技為其 UVC 網路攝影機擴充套件提供了規範，因此羅技攝影機擴充套件也包括在內。
從 0.9.9 版本開始，Guvcview 可以只在控制視窗模式下執行，並用於控制其他應用程式上的圖形，包括 Ekiga、Cheese、mplayer 和 Skype。
靜止影像可以被錄製為 .bmp、.jpg、.png、.raw 和 .avi、.mkv（Matroska 多媒體容器開放標準格式）和 Google 的 .webm 開放標準格式的影像。
影像擷取模式包括一些基本的特殊效果。它們是：鏡像、反轉、負片、單色、片段 和粒子，可以通過選擇多個來組合。

## 作業系統
Guvcview 已在 Debian 中用於許多指令集， 自 2012 年 Ubuntu 13.10 以來的 Ubuntu 存儲庫中。 在 18.10 版本之前，它是附在 Lubuntu 裡面的預設網路攝影機應用程式。
Guvcview 也可用於 Debian 和 Puppy Linux 存儲庫。

## 外部連結
- 官方网站